# オーブ (競走馬)
オーブ (Orb、2010年2月24日 - ) は、アメリカ合衆国の競走馬および種牡馬。2013年のフロリダダービー、ケンタッキーダービーに優勝した。

## 経歴

### 出生・2歳時(2010 - 2012年)
コロナドズクエストなどを生産・所有したスチュアート・ジャネイ3世、およびインサイドインフォメーションなどを生産・所有したオグデン・ミルズ・フィップスの共同名義で生産されたサラブレッドの牡馬である。
クロード・マゴーヒー調教師に預けられたオーブは2012年8月18日のサラトガ競馬場で行われた未勝利戦（ダート7ハロン）でデビュー、初戦は3着に終わった。その後、2戦するがいずれも4着に終わる。4戦目に迎えた11月24日のアケダクト競馬場での未勝利戦（ダート1マイル）で2馬身差をつけて初勝利を挙げ、この年を終えた。

### 3歳時(2013年)
オーブは2013年1月26日のガルフストリームパーク競馬場での一般戦（ダート9ハロン）で年明け初戦を迎え、これを勝利した。続いて2月23日のファウンテンオブユースステークス（G2・ガルフストリームパーク・ダート8.5ハロン）で初のグレード競走を経験、ここではキャッシュコールフューチュリティ勝ち馬のヴァイオレンスが断然の単勝人気1.6倍であったが、オーブは同馬を最後の直線で半馬身差で捉えて優勝、番狂わせを演じた。
3月30日のフロリダダービーはケンタッキーダービーへ向けての重要なプレップレースであり、オーブにとってはG1競走初挑戦でもあった。当日の1番人気はホーリーブルステークスを勝ってきたイッツマイラッキーデイで、ブリーダーズカップ・ジュヴェナイル勝ち馬シャンハイボビーが2番人気、オーブは単勝3.9倍の3番人気に支持されていた。スタートするとオーブは中団につけて進み、最終コーナーを回ったところで先頭に立っていたイッツマイラッキーデイに3馬身差まで迫ると猛然と追い上げ、残り1/16マイルの標識でオーブが交わしてそのままイッツマイラッキーデイを突き放し、2着に2馬身3/4差をつけて優勝、G1初制覇を手にした。
5月4日、この年のケンタッキーダービー（G1・チャーチルダウンズ・ダート10ハロン）は不良馬場のなか行われ、2013年時点で史上9番目動員数となる151,616人の観客が詰めかけていた。オーブは単勝オッズ6.4倍の1番人気に支持されていた。発走のベルが鳴るとまずは先手を奪ったブルーグラスステークス（G1）2着馬のパレスマリスが単独で先頭に立ち、次いでサンタアニタダービー（G1）勝ち馬のゴールデンセンツがそれを2番手で追いかけ、そこにフォーリングスカイ（Falling Sky）・ヴァイジャック（Vyjack）・ヴェラザノ・オクスボウらがそれに追走していった。一方でオーブは後方集団に入り、ゴールデンソウル（Golden Soul）という馬と隣りに並んで外側に立ち、前から16番手につけて前半を進んでいった。パレスマリスはホームストレッチに入る手前でノルマンディーインヴェーション（Normandy Invasion）に先頭を奪われたが、コーナーを大外まくりで飛んできたオーブがすでに6番手まで順位を上げており、そのままの勢いで先頭集団を残り200ヤードの標識で抜き去った。そして同じく後方から追いかけてきたゴールデンソウルに2馬身半差、2:02.89のタイムでゴール、ケンタッキーダービー優勝の栄誉を手にした。鞍上を務めたジョエル・ロサリオ騎手はケンタッキーダービー初勝利、調教師のマゴーヒーも7回目の挑戦にして初の戴冠となった。
しかし、この勝利以降はオーブから勝ち星が遠のいていった。5月18日の2冠目プリークネスステークス（G1・ピムリコ・ダート9.5ハロン）では後方から差を詰めるも伸びあぐねてオクスボウの4着、6月8日の3冠目ベルモントステークス（G1・ベルモントパーク・ダート12ハロン）はパレスマリスの3着に終わった。
休養を挟み、8月のトラヴァーズステークスは3着、9月のジョッキークラブゴールドカップステークスは8着に敗れた。2013年11月5日に引退が発表され、クレイボーンファームへ移動し種牡馬になった。

### 競走成績
- 競走名の略記はSはステークス、GCはゴールドカップを意味する。
- 距離・条件の略記はDはダート、fはハロンを意味する。1ハロンは約201メートル・1/8マイル。

| 出走日     | 競馬場                 | 競走名                  | 格 | 距離  | 着順 | 騎手             | 時計 （1着） | 着差      | 1着（2着）馬         |
| ---------- | ---------------------- | ----------------------- | -- | ----- | ---- | ---------------- | ------------ | --------- | -------------------- |
| 2012.08.18 | サラトガ               | 未勝利                  |    | D7f   | 3着  | J.ロサリオ       | (1:22.91)    |           | Violence             |
| 2012.09.08 | ベルモントパーク       | 未勝利                  |    | D8f   | 4着  | J.ロサリオ       | (1:38.38)    |           | Tizracer             |
| 2012.11.10 | アケダクト             | 未勝利                  |    | D6.5f | 4着  | J.ロサリオ       | (1:15.48)    |           | Vyjack               |
| 2012.11.24 | アケダクト             | 未勝利                  |    | D8f   | 1着  | J.ロサリオ       | 1:38.73      | 2馬身     | (Freedom Child)      |
| 2013.01.26 | ガルフストリームパーク | アローワンス競走        |    | D9f   | 1着  | J.ロサリオ       | 1:51.05      | 1馬身     | （Duke Of The City） |
| 2013.02.23 | ガルフストリームパーク | ファウンテンオブユースS | G2 | D8.5f | 1着  | J.ヴェラスケス   | 1:42.24      | 1/2馬身   | (Violence)           |
| 2013.03.30 | ガルフストリームパーク | フロリダダービー        | G1 | D9f   | 1着  | J.ヴェラスケス   | 1:50.87      | 2 3/4馬身 | （Itsmyluckyday）    |
| 2013.05.04 | チャーチルダウンズ     | ケンタッキーダービー    | G1 | D10f  | 1着  | J.ロサリオ       | 2:02.89      | 2 1/2馬身 | (Golden Soul)        |
| 2013.05.18 | ピムリコ               | プリークネスS           | G1 | D9.5f | 4着  | J.ロサリオ       | （1:57.54）  |           | Oxbow                |
| 2013.06.08 | ベルモントパーク       | ベルモントS             | G1 | D12f  | 3着  | J.ロサリオ       | (2:30.70)    |           | Palace Malice        |
| 2013.08.24 | サラトガ               | トラヴァーズS           | G1 | D10f  | 3着  | J.ロサリオ       | （2:02.68）  |           | Will Take Charge     |
| 2013.09.28 | ベルモントパーク       | ジョッキークラブGC      | G1 | D10f  | 8着  | J.カステリャーノ | （1:59.70）  |           | Ron The Greek        |

## 種牡馬入り後
引退翌年から種牡馬として活動を開始し、初年度の種付け料は25,000ドルに設定されていた。2018年9月1日にシッピカンハーバー（Sippican Harbor、2016年生、牝馬）がスピナウェイステークスに優勝し、これがオーブにとって初の重賞勝ち産駒となった。
2021年4月8日、ウルグアイの生産者シンジケートがオーブを購入したことを発表、カネロネス県プログレソにあるクアトロ・ピエドラス牧場で種牡馬生活を送ることになった。

## 血統表
| オーブの血統              | オーブの血統                                    | オーブの血統                                    | （血統表の出典）                                | （血統表の出典） |
| 父系                      | シアトルスルー系                                | シアトルスルー系                                | シアトルスルー系                                | [ § 2 ]          |
| 父 Malibu Moon 1997 鹿毛  | 父の父A.P. Indy 1989 黒鹿毛                     | Seattle Slew                                    | Bold Reasoning                                  | Bold Reasoning   |
| 父 Malibu Moon 1997 鹿毛  | 父の父A.P. Indy 1989 黒鹿毛                     | Seattle Slew                                    | My Charmer                                      |                  |
| 父 Malibu Moon 1997 鹿毛  | 父の父A.P. Indy 1989 黒鹿毛                     | Weekend Surprise                                | Secretariat                                     | Secretariat      |
| 父 Malibu Moon 1997 鹿毛  | 父の父A.P. Indy 1989 黒鹿毛                     | Weekend Surprise                                | Lassie Dear                                     |                  |
| 父 Malibu Moon 1997 鹿毛  | 父の母Macoumba 1992 鹿毛                        | Mr. Prospector                                  | Raise a Native                                  | Raise a Native   |
| 父 Malibu Moon 1997 鹿毛  | 父の母Macoumba 1992 鹿毛                        | Mr. Prospector                                  | Gold Digger                                     |                  |
| 父 Malibu Moon 1997 鹿毛  | 父の母Macoumba 1992 鹿毛                        | Maximova                                        | Green Dancer                                    | Green Dancer     |
| 父 Malibu Moon 1997 鹿毛  | 父の母Macoumba 1992 鹿毛                        | Maximova                                        | Baracala                                        |                  |
| 母 Lady Liberty 1999 鹿毛 | 母の父Unbridled 1987 鹿毛                       | Fappiano                                        | Mr. Prospector                                  | Mr. Prospector   |
| 母 Lady Liberty 1999 鹿毛 | 母の父Unbridled 1987 鹿毛                       | Fappiano                                        | Killaloe                                        |                  |
| 母 Lady Liberty 1999 鹿毛 | 母の父Unbridled 1987 鹿毛                       | Gana Facil                                      | Le Fabuleux                                     | Le Fabuleux      |
| 母 Lady Liberty 1999 鹿毛 | 母の父Unbridled 1987 鹿毛                       | Gana Facil                                      | Charedi                                         |                  |
| 母 Lady Liberty 1999 鹿毛 | 母の母Mesabi Maiden 1993 鹿毛                   | Cox's Ridge                                     | Best Turn                                       | Best Turn        |
| 母 Lady Liberty 1999 鹿毛 | 母の母Mesabi Maiden 1993 鹿毛                   | Cox's Ridge                                     | Our Martha                                      |                  |
| 母 Lady Liberty 1999 鹿毛 | 母の母Mesabi Maiden 1993 鹿毛                   | Steel Maiden                                    | Damascus                                        | Damascus         |
| 母 Lady Liberty 1999 鹿毛 | 母の母Mesabi Maiden 1993 鹿毛                   | Steel Maiden                                    | Laughter                                        |                  |
| 母系(F-No.)               | (FN:8-c)                                        | (FN:8-c)                                        | (FN:8-c)                                        | [ § 3 ]          |
| 5代内の近親交配           | Mr. Prospector 3x4=18.75%、Bold Ruler 5x5=6.25% | Mr. Prospector 3x4=18.75%、Bold Ruler 5x5=6.25% | Mr. Prospector 3x4=18.75%、Bold Ruler 5x5=6.25% | [ § 4 ]          |
| 出典                      | 1. 2. 3. 4.                                     | 1. 2. 3. 4.                                     | 1. 2. 3. 4.                                     | 1. 2. 3. 4.      |